# 1843 en Belgique
Chronologie de la Belgique
- 1839
- 1840
- 1841
- 1842
- 1843
- 1844
- 1845
- 1846
- 1847

Cette page recense des événements qui se sont produits durant l'année 1843 du calendrier grégorien en Belgique.

## Chronologie
- Le plan cadastral primitif est achevé.
- 800 colons belges partent pour Santo Tomás au Guatemala avec la Compagnie belge de colonisation[1].

### Février
- 10 février : loi autorisant le percement du canal Bocholt-Herentals reliant la Meuse à l'Escaut[1].

### Juin
- 13 juin : élections législatives. Victoire des libéraux[1].

### Juillet
- 1er juillet : le journal libéral L'Indépendant devient L'Indépendance belge[1].
- 21 juillet : fondation à Anvers de la « Société royale de zoologie », qui crée le Jardin zoologique d'Anvers[1].

### Août
- 8 aout : signature du Traité de Maastricht qui établit la frontière entre la Belgique et les Pays-Bas en réglant la question de la scission de la province de Limbourg que le traité des XXIV articles (signé à Londres le 19 avril 1839) avait contraint à être divisé entre sa partie occidentale qui devient la province belge de Limbourg et sa partie orientale à la Confédération germanique, qui redevint le Duché de Limbourg.

## Culture

### Architecture

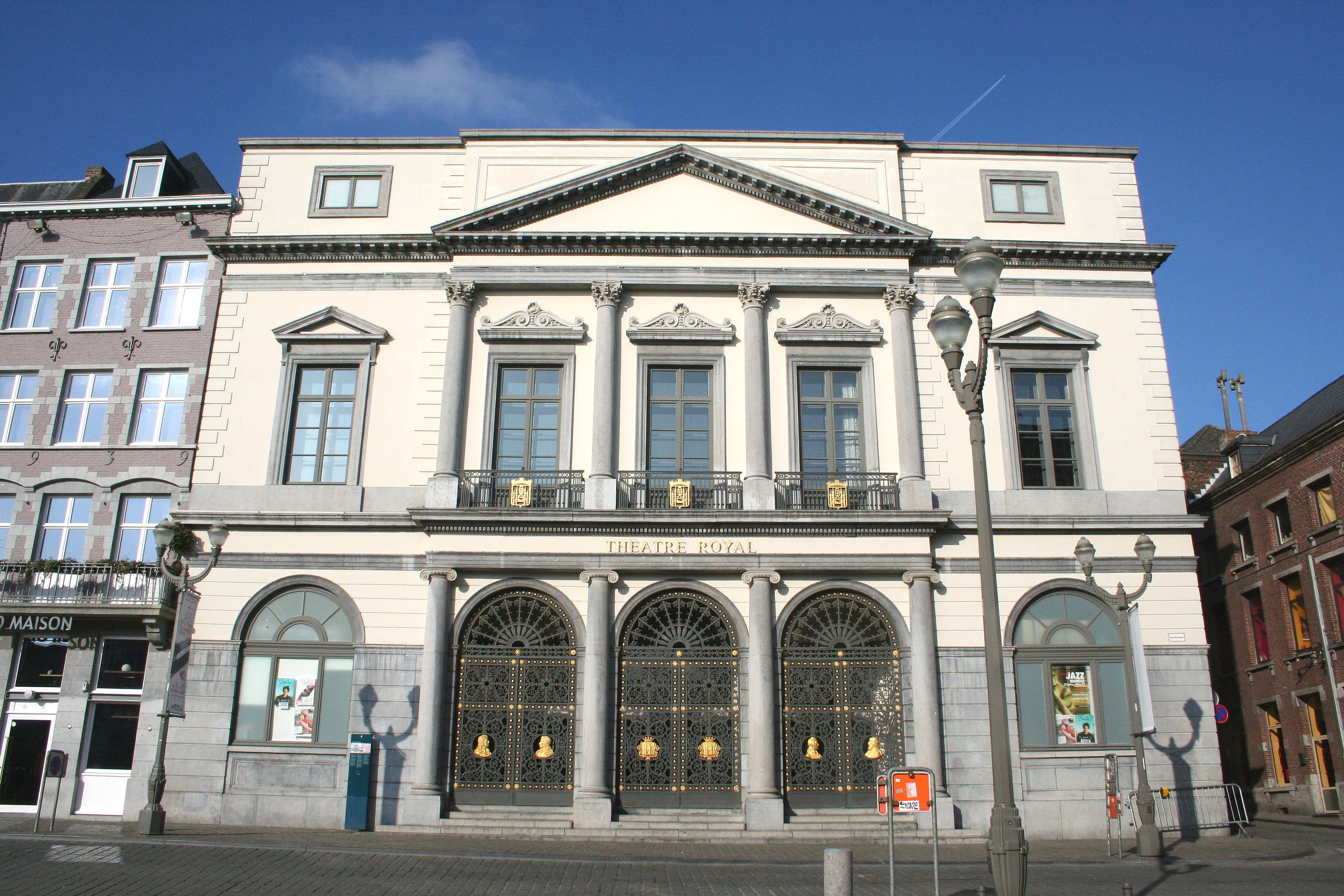
Théâtre de Mons

## Sciences
- Pierre-Joseph van Beneden installe à Ostende le premier laboratoire de zoologie marine[1].

## Naissances
- 18 mars : Jules Vandenpeereboom, homme politique († 6 mars 1917).
- 26 avril : Paul De Vigne, sculpteur († 13 février 1901).
- 13 mai : Paul de Smet de Naeyer, homme politique († 9 septembre 1913).
- 14 juin : Léon Philippet, peintre († 1906).
- 19 décembre : Charles Van der Stappen, sculpteur († 21 octobre 1910).